# Râul Sambirano
Sambirano este un râu din nord-vestul Madagascarului, în regiunea Diana. Își are izvoarele în muntele  Maromokotra și curge prin Rezervația Tsaratanana la Oceanul Indian. Delta sa ocupă 250 km2.
Ecosistemul râului, în principal păduri și perii, are multe specii indigene, cum ar fi Șoarecele lemur Sambirano și Lemurul lânos Sambirano.
Pădurile uscate de foioase din Madagascar ocupă o mare parte din bazinul râului, deși mangrovele sunt evidente în părți ale marginii de coastă.